# Harposporium
Гарпоспоріум (Harposporium) — рід грибів родини Clavicipitaceae. Назва вперше опублікована 1874 року.
Harposporium anguillulae «полює» на нематоди. Спори застрягають у нутрощах нематоди, де гриб починає проростати.